# Friedrich Elias Meyer
Friedrich Elias Meyer – niemiecki rzeźbiarz i modeler porcelany.
Wychował się w Gocie i w 1737 rozpoczął naukę u nadwornego rzeźbiarza Michaela Grünbecka (zm. 1742). W 1741 znalazł się na służbie u księcia Schwarzburga-Sondershausen Henryka, po czym został wezwany na dwór Wettynów i w 1746 został nadwornym rzeźbiarzem księcia Ernesta Augusta. Po śmierci księcia w 1748 znalazł zatrudnienie w miśnieńskiej manufakturze porcelany, gdzie wkrótce zastąpił śmiertelnie chorego Johanna Friedricha Eberleina. Z powodu marnej płacy i złego traktowania przez Kändlera w 1761 przeniósł się do berlińskiej manufaktury porcelany i w 1763 został w niej głównym modelerem. Oprócz porcelanowych figur był odpowiedzialny również za modele najważniejszych zastaw stołowych okresu Fryderyka Wielkiego i znacząco przyczynił się do ugruntowania reputacji nowo powstałej wytwórni porcelany w Berlinie. Jego młodszy brat, Wilhelm Christian, z wykształcenia rzeźbiarz w kamieniu, również pracował jako modeler dla berlińskiej manufaktury.
Już w Miśni figury Meyera wyróżniały się od dzieł Kändlera bardziej rokokowym stylem, charakteryzującym się większą ekspresją, przy dużej precyzji wykonania. Można u niego odnaleźć wpływy twórczości Bustellego. W Berlinie, czerpiąc z przykładu miejscowych rzeźbiarzy dworskich, hołdujących gustom francuskim, styl Meyera stał się bardziej klasyczny, co objawiało się w płynności anatomicznych szczegółów ożywionych zmysłowymi gestami opartymi na klasycznie rozważnym ruchu, podczas gdy strój i ornament zostały zredukowane do powierzchni. Jego podejście do rzeźbiarskiej kompozycji determinowało charakter jego porcelanowych projektów. Obok Kändlera, Bustellego i Melchiora Meyer jest uważany za najważniejszego modelera porcelany osiemnastowiecznych Niemiec.

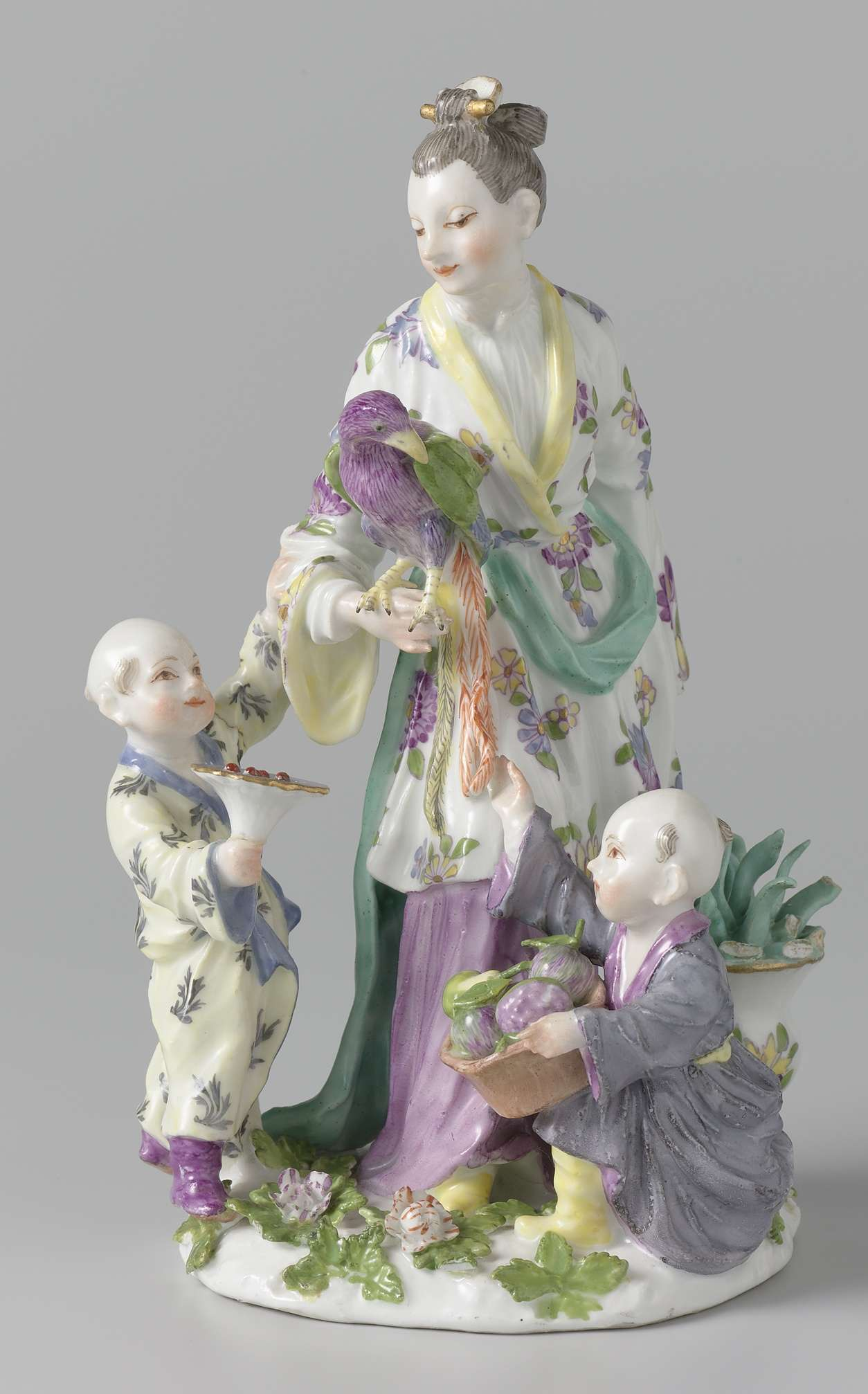
Azjatka z dwójką dzieci i ptakiem. Miśnia, ok. 1750. Rijksmuseum
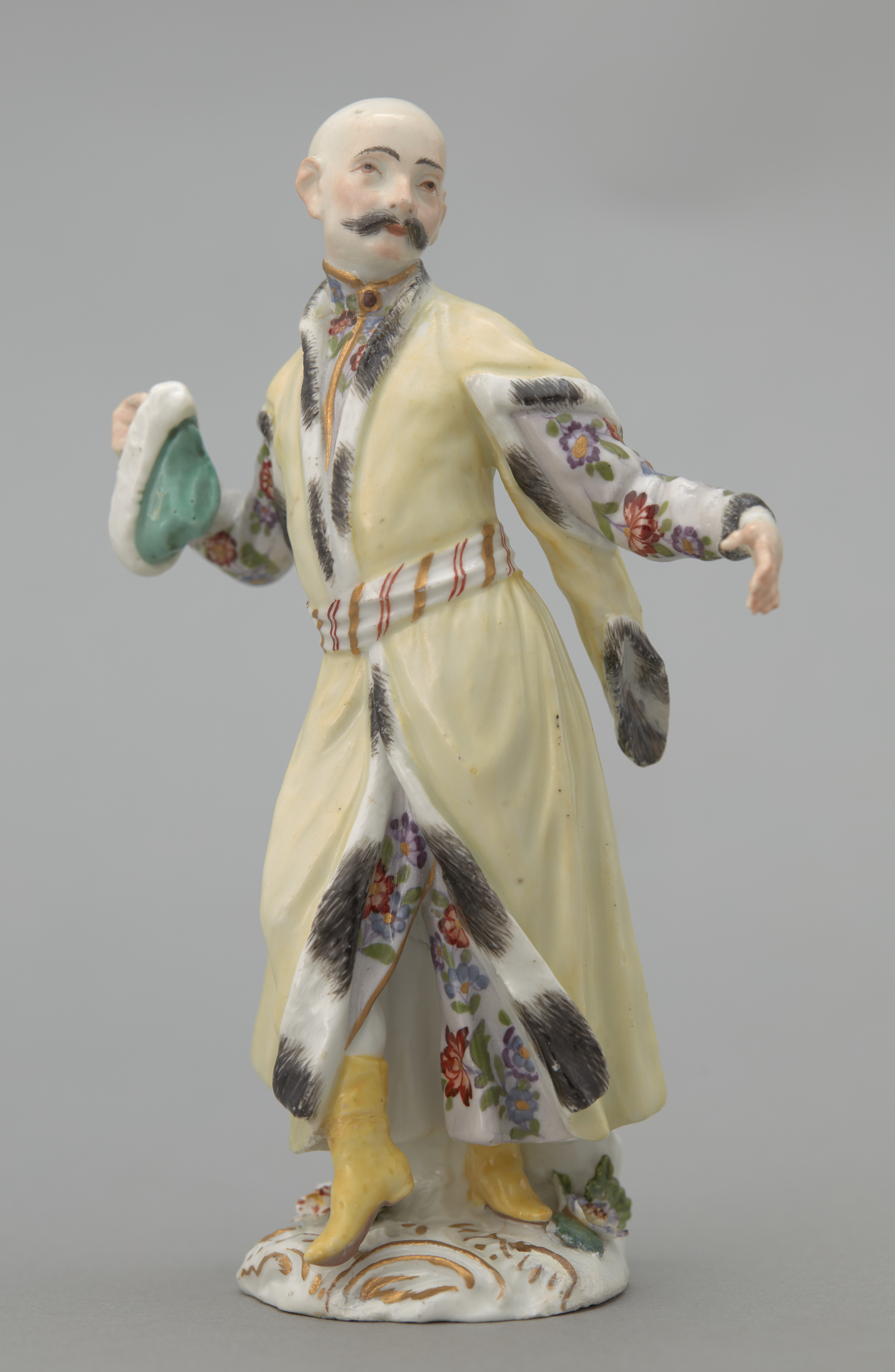
Figurka szlachcica, Miśnia, 1759. Muzeum Książąt Czartoryskich w Krakowie
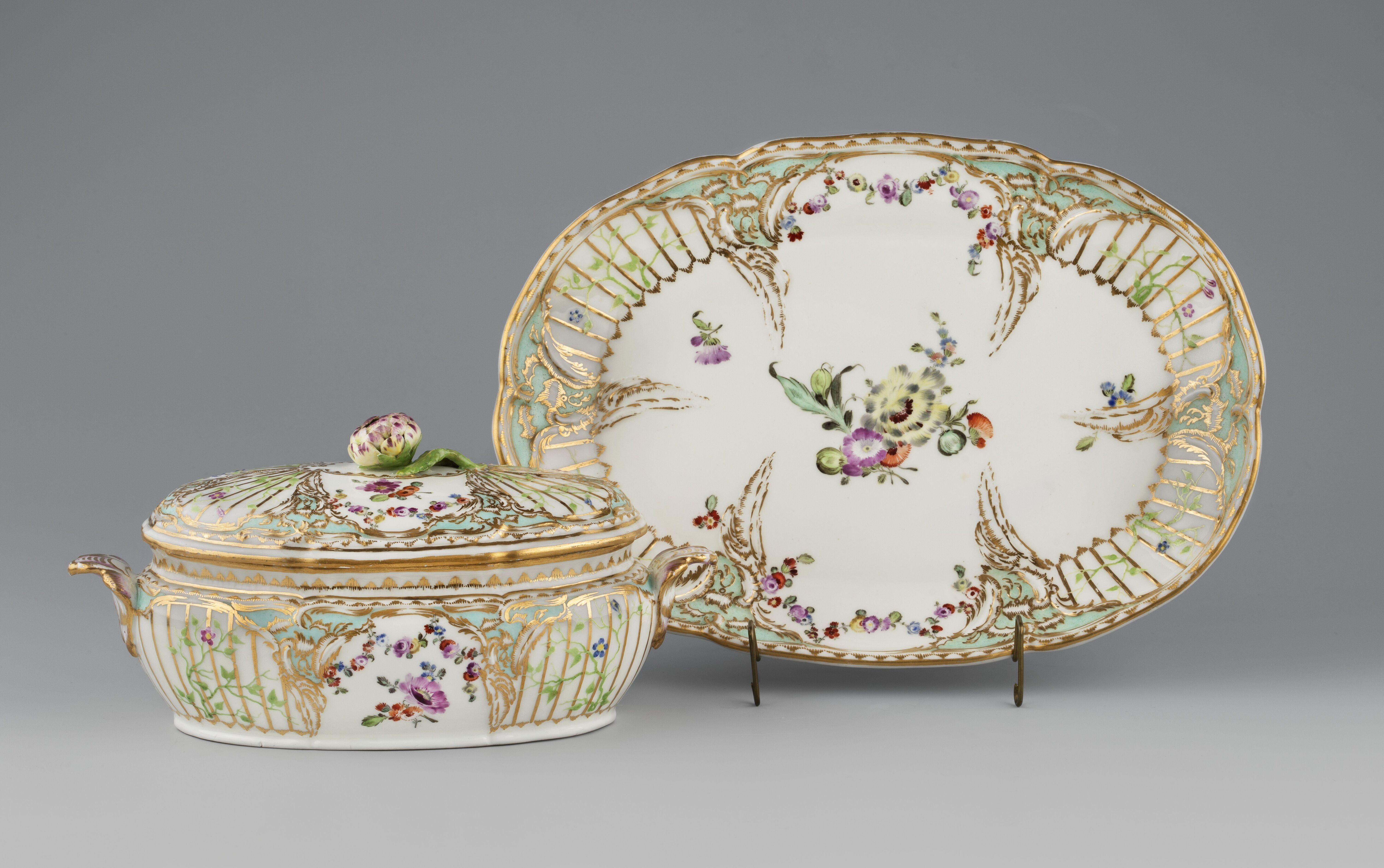
Wazka z nakrywką i podstawa pod wazkę z serwisu wykonanego na zamówienie Fryderyka II dla Nowego Pałacu, ok. 1767. Muzeum Narodowe w Warszawie
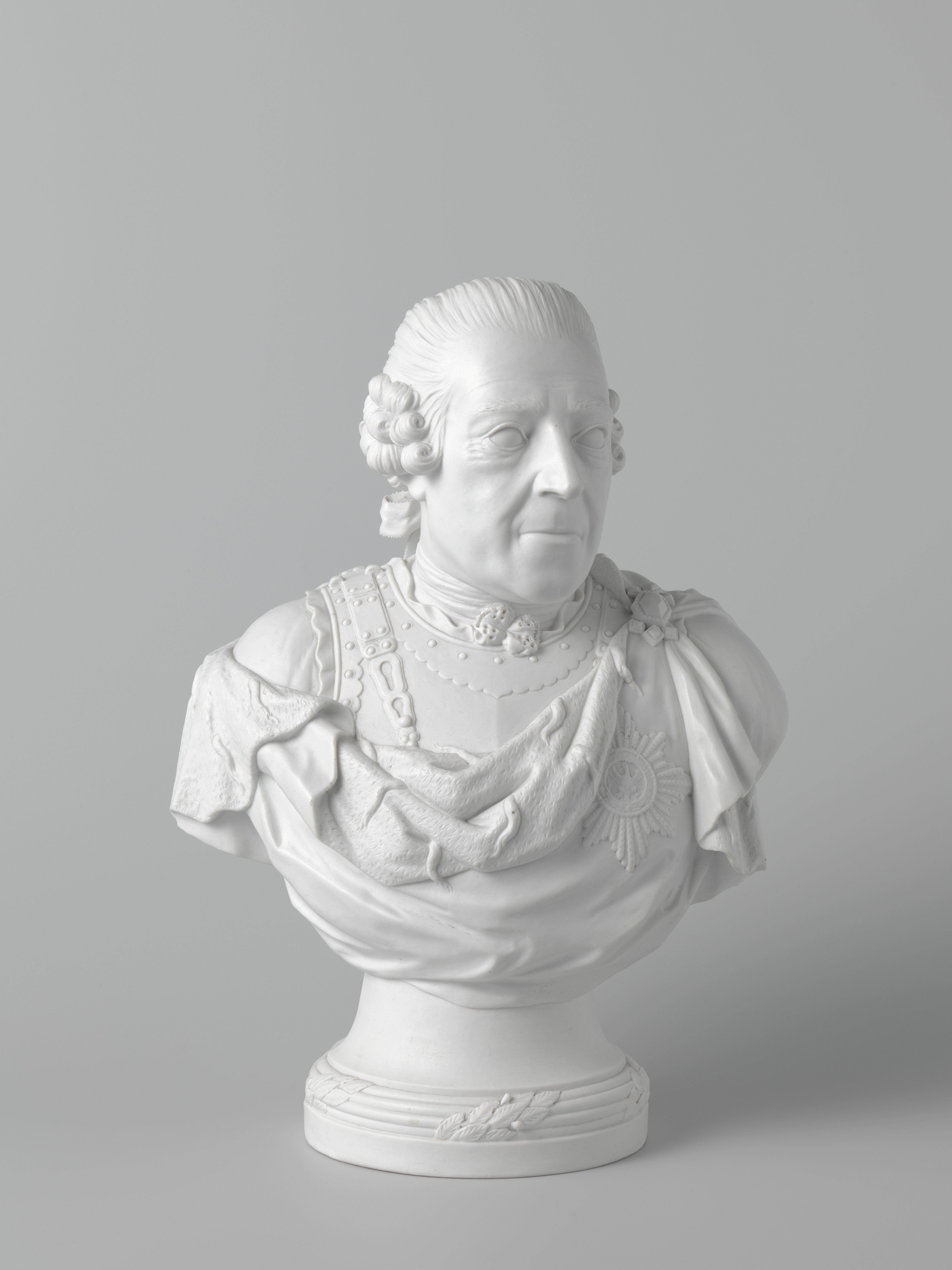
Popiersie Fryderyka II. Berlin, ok. 1777-1785. Rijksmuseum